# Leonida Bissolati
Leonida Bissolati, (Cremona, 20. veljače 1857. —  Rim, 6. ožujka 1920.), bio je talijanski političar.
Bissolati je po zanimanju bio pravnik, a kasnije postaje urednik socijalističkog časopisa "Avanti" a 1897. postaje zastupnik. Isključen je iz Socijalističke stranke Italije (Partito Socialista Italiano) 1911. jer se zalagao za marksistički revizionizam. Sljedeće godine osnovao je Reformiranu socijalističku stranku. 
Tijekom Prvog svjetskog rata, Bissolati je bio za sudjelovanje Italije u ratu na strani Antante. Bio je ministar bez portfelja 1916. – 1917. i ministar socijalne skrbi 1917. – 1918.
Leonida Bissolati, bio je protiv talijanskog prisvajanja Dalmacije i pokušao je održati govor na skupu Lige naroda u Milanu, no bio je ušutkan gomilom usklika "Croati no", što je trebalo značiti da Talijani ne žele nikakvog prijateljstva s Hrvatima.